# Crapaud rouge de Madagascar
Dyscophus antongilii
Espèce
Statut de conservation UICN

 LC  : Préoccupation mineure
Statut CITES
Synonymes
- Dyscophus insularis var. antongilii Grandidier, 1877
- Dyscophus insularis var. pallidus Grandidier, 1877
- Dyscophus sanguineus Boettger, 1880

Le crapaud rouge de Madagascar, Dyscophus antongilii, dit aussi grenouille tomate, est une espèce d'amphibiens de la famille des Microhylidae.
Comme la plupart des espèces très colorées, ce crapaud sécrète quand il est agressé des toxines qui brûlent la bouche et les yeux de ses prédateurs, et peuvent causer des allergies chez l'homme.

## Description

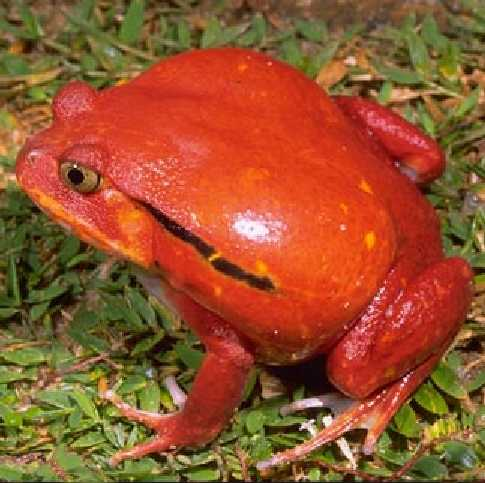
Dyscophus antongilii, gonflée en attitude défensive

Dyscophus antongilii mesure de 60 à 65 mm pour les mâles et de 85 à 105 mm pour les femelles.
Son dos varie du jaune-orangé au rouge foncé. La femelle est plus colorée et brillante que le mâle souvent orange ou brun-orange plus terne. Les jeunes sont aussi plus ternes et ne développent une coloration brillante qu'à la maturité sexuelle. Le ventre est généralement plus clair et jaunâtre. Des taches noires ornent parfois la gorge, et parfois une ligne sombre souligne les flancs.
Cette espèce ressemble beaucoup à Dyscophus guineti,.

## Comportement

### Vocalisations
Cette espèce a un appel composé d'une série de notes courtes, basses, évoquant son nom malgache : « sangongon », série qui sera répétée par intervalle.

## Reproduction

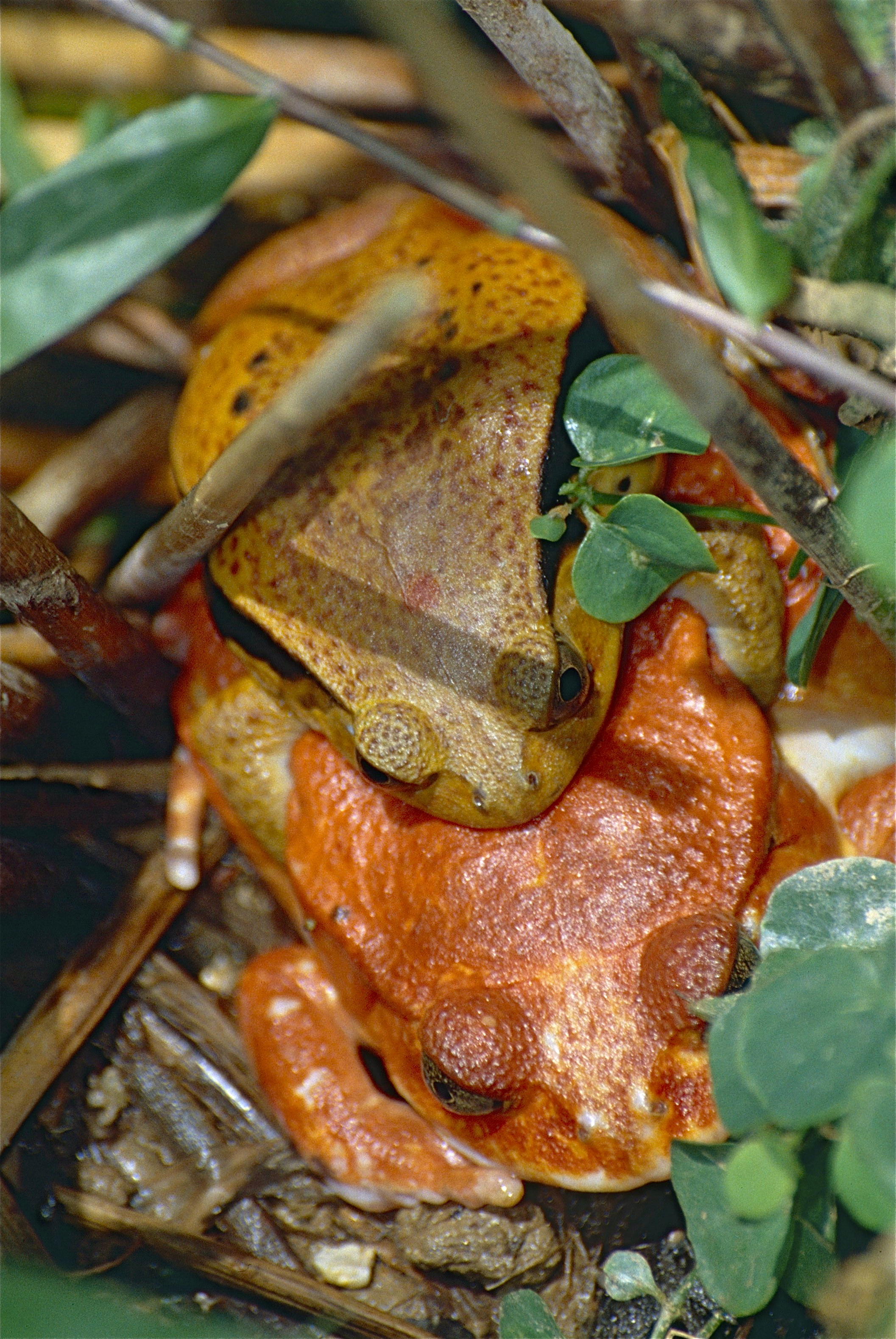
Accouplement

La femelle pond de 1 000 à 1 500 petits œufs sombres qui écloront très vite, environ 36 heures après la fécondation.

## Répartition et habitat

Aire de répartition de Dyscophus antongilii.

Cette espèce est endémique du nord-est de Madagascar,.
Elle se rencontre dans les zones subtropicales et tropicales de forêts basses et humides, sur les berges de rivières, les mares, marais, zones humides intermittentes. On l'aperçoit près des zones humides dans les plantations, rizières, champs, jardins ruraux et jusque dans les villes parfois. Elle est également présente dans certaines forêts dégradées et dans les fossés ou petits canaux. Elle peut vivre à des altitudes allant du niveau de la mer jusqu'à 600 m,.
On l'observe encore dans son milieu le plus naturel, dans les forêts humides du parc national de Masoala (patrimoine mondial de l'Unesco), parc qui est lui-même victime du trafic de bois précieux et de braconnage.

## Menaces, statut de protection
Les effectifs des populations varient fortement selon les localisations. L'espèce est considérée depuis 2002 comme « presque menacée » par l'UICN, qui s'inquiète des dimensions peu importantes de son aire de répartition, mais remarque la capacité de l'espèce à s'adapter à des milieux perturbés par la présence humaine. Ce crapaud faisait l'objet d'un trafic international, mais la situation semble depuis sous contrôle ; la pollution reste la principale menace pour cette espèce.

## Étymologie
Cette espèce est nommée en référence au lieu de sa découverte, la baie d'Antongil.

## Publications originales
- Boettger, 1880 : Diagnoses Batrachiorum novorum insulae Madagascar. : Zoologischer Anzeiger, vol. 3, p. 567-569 (texte intégral).
- Grandidier, 1877 : Notes sur deux variétés de Dyscophus insularis. Bulletin de la Société philomathique, sér. 7, vol. 1, p. 41–42 (texte intégral).